# Плаканс, Андрейс
Андрейс Плаканс (латыш. Andrejs Plakans; 31 декабря 1940, Рига — 4 июля 2024, Айова) — американский и латвийский историк и социальный антрополог. Доктор исторических наук, эмерит профессор. Иностранный член Академии наук Латвии (1990). Кавалер ордена Трёх звёзд (2017).

## Биография
Адрейс Плаканс родился 31 декабря 1940 году в Риге, в семье Алфреда и Озолы Плакансов. Во время Второй мировой войны, в 1944 году его семья бежала в оккупированную Нацистской Германией Судетскую область. После войны жил в Американской зоне оккупации Германии, а в 1951 году эмигрировал в США, в штат Пенсильвания. В 1959 окончил школу J. P. McCaskey, затем защитил бакалаврскую работу в Колледже Франклина и Маршалла. В 1969 году в Гарвардском университете защитил докторскую диссертацию на тему Атмода в Латвии, 1850—1900.
С 1968 года преподавал колледже в Бостоне, с 1975 лет преподавал на историческом факультете университета штата Айова, в 1982 был назначен профессором, позже деканом. В 2017 году представлен к ордену Трёх звёзд IV степени. Был членом корпорации латвийских студентов Fraternitas Academica. В 1990 году избран иностранным членом Академии наук Латвии. Был одним из основателем и главным редактором журнала History of the family. Андрейс Плаканс  являлся одним из пионеров исследовательского направления исторической демографии в латвийской историографии.
В 2006 году вышел на пенсию с присвоенным статусом профессор эмерит (professor emeritus). 
Умер 4 июля 2024 в центре сестринского ухода Atrium Village в штате Айова.

## Работы
- Kinship in the Past: An Anthropology of European Family Life, 1500—1900. B. Blackwell, 1984.
- Family History at the Crossroads: A Journal of Family History Reader. Edited by Tamara K. Hareven and Andrejs Plakans. Princeton University Press, 1988; Princeton Legacy Library, 2017.
- The Latvians: A Short History. Hoover Institution Press, 1995.
- Historical Dictionary of Latvia. Scarecrow Press, 1997.
- A Concise History of the Baltic States. Cambridge University Press, 2011.
- Experiencing Totalitarianism: The Invasion and Occupation of Latvia by the USSR and Nazi Germany 1939—1991. AuthorHouse, 2014.
- East and Central European History Writing in Exile, 1939—1989. Edited by Maria Zadencka, Andrejs Plakans, and Andreas Lawaty. Brill, 2015.
- The Reluctant Exiles: Latvians in the West after World War II. Brill / Verlag Ferdinand Schöningh, 2021.